# Deposizione dalla croce (Gozzoli)
La Deposizione dalla croce è un dipinto a olio su tela di Benozzo Gozzoli, databile al 1497 e conservato nel Museo Horne di Firenze.

## Storia e descrizione
Acquistata da Herbert Horne nel 1907. Tra le ultime opere dipinte da Gozzoli, rimase incompiuta nello studio per la morte del pittore, e anni dopo venduta dagli eredi al vescovado di Pistoia. Fu poi della famiglia Sozzifanti e passò per via ereditaria al duca di Lucca Carlo Borbone. Riconosciuta ai primi del Novecento nella villa degli Imbarcati, fu restaurata nel 1990.
L'opera è tra i più antichi esempi di pittura a olio sul supporto della tela libera ed è un esempio lampante dello sperimentalismo proprio degli ultimi decenni del Quattrcoento.
In un affollato Calvario, due inservienti stanno staccando il Cristo dalla croce, issando scale che poggiano sui bracci, una da davanti e una da dietro, come divenne poi canonico dell'iconografia (Pala dell'Annunziata, Deposizione di Volterra...). Tra i due ladroni ancora appesi sta una folla composita, nella quale si riconoscono Maria e Giovanni, composti a sinistra della croce, la Maddalena ai piedi di Cristo, Nicodemo, Giuseppe d'Arimatea e due pie donne che stanno stendendo il sudario, proprio davanti al cranio di Adamo che è un elemento tipico dell'iconografia della Crocifissione.
In lontananza, sullo sfondo di cielo al tramonto, è dipinto un altro episodio della Passione, la sepoltura di Cristo.